# La Scimmia
La Scimmia è stato un reality show italiano ideato da Pietro Valsecchi e prodotto da Taodue per Mediaset, in onda tra il 2012 e il 2013.

## Storia del programma
Il programma, trasmesso anche sul web, ha il compito di insegnare come in una vera e propria scuola, con insegnanti e alunni che vivranno come in un college: è prodotto da Mediaset e Taodue. Condotto da Giulia Bevilacqua e Niccolò Torielli, rispettivamente lei per la puntata speciale del sabato (dalle ore 14.00 alle ore 15.30, su modello di quanto accade per la puntata speciale di Amici di Maria De Filippi su Canale 5) e lui per le strisce quotidiane (in onda dal lunedì al venerdì dalle ore 17.45 alle ore 18.30), la trasmissione è andata in onda (sempre in differita) su Italia 1 a partire da sabato 6 ottobre 2012.
A causa dei bassi dati di ascolto per gli standard medi televisivi di Italia 1, il programma è stato cancellato e rimosso in modo definitivo dai palinsesti televisivi di Italia 1 (venendo quindi sostituito da vari telefilm comici in replica) a partire da domenica 14 ottobre 2012; sempre in tale data, Taodue ha comunicato che la trasmissione proseguirà solo sul web.
Il programma torna in televisione (solo per la versione settimanale) da sabato 24 novembre 2012 su Canale 5 con la nuova conduzione di Maria De Filippi all'interno della puntata settimanale del sabato del già citato talent show Amici, il quale si è appositamente "allungato" di 30 minuti (chiudendo, quindi, alle ore 16:00 a danno di Verissimo che, perciò, ha perso quella mezz'ora) e in questo nuovo spazio i ragazzi vengono interrogati dai loro professori sul lavoro svolto durante la settimana. I ragazzi hanno l'obbligo di frequentare una scuola statale (precisamente un gruppo a Roma e uno a Milano). Un premio di metà stagione viene vinto da Luca Bentivoglio.
La Scimmia prosegue così sino alla puntata di sabato 23 marzo 2013, per poi non venir più trasmesso su Canale 5 (rimanendo sempre sul web) a causa delle esigenze interne di palinsesto di Mediaset. Da sabato 13 aprile 2013 la trasmissione passa a La5 (rete Mediaset, dedicata al pubblico femminile, sul digitale terrestre) diventando, quindi, nuovamente indipendente: la conduzione de La Scimmia passa ai professori del programma e il format si evolve, in vista dell'avvicinarsi dell'esame di Stato, in un "corso di Sopravvivenza alla Maturità"; la trasmissione termina sabato 18 maggio 2013 con la vittoria di Letizia Bettoli seguita da Moira Lancellotti e Noemi Quondam.